# アダム・パーカー
アダム・パーカー（Adam Parker、1973年4月21日 - ）は、ニュージーランドの元ラグビー選手。

## プロフィール
- ニュージーランドクライストチャーチ出身。
- 現役時代のポジションはロック(LO)。
- 日本代表通算キャップ数は18（2022年3月現在）でワールドカップ2003の日本代表に選ばれたことがある[1]
- マオリ・オールブラックスに選ばれたことがある[2]。

## 略歴
カセドラル高校卒業後、サウス・カンダベリー、ネルソンベイズを経て、1999年、東芝府中(現・東芝ブレイブルーパス東京)に加入。
2004年、NTT東日本に加入。